# Simoxenops
Simoxenops là một chi chim trong họ Furnariidae.
Chúng bị giới hạn trong các khu rừng ẩm ướt ở các quốc gia Nam Mỹ của Bolivia, Peru và Brazil.

## Các loài
- Syndactyla ucayalae
- Syndactyla striatus